# 多伊斯伊尔芒斯-达斯米松伊斯
多伊斯伊尔芒斯-达斯米松伊斯是巴西南大河州的一个市镇。总面积225.682平方公里，总人口2362人，人口密度10.5人/平方公里。